# Бреннер, Мартин Магнус Вильгельм
Мартин (Мортен) Магнус Вильгельм Бреннер (фин. Mårten Magnus Wilhelm Brenner или фин. Marten Magnus Wilhelm Brenner, 21 мая 1843, Гельсингфорс, Великое княжество Финляндское — 24 апреля 1930, Свартбек Инкоо, Финляндия) — финский ботаник и миколог.

## Биография
Родился 21 мая 1843 года в Гельсингфорсе, в Великом княжестве Финляндском в семье Магнуса Вильгельма Бреннера.
Совершил обширные ботанические экспедиции в океанах и на островах в полярных регионах.
Скончался 24 апреля 1930 года в возрасте 86 лет в Свартбек (Svartbäck) в Инкоо, в Финляндии.

## Научная деятельность
Мартин Магнус Вильгельм Бреннер специализировался на семенных растениях и на микологии.

## Некоторые публикации
- 1910. Nagra kommentarer till Ostsvenska Taraxaca af Hugo Dahlstedt i K.Svenska. Vet. akademiens i Stockholm Arkiv for botanik, Volumen 9.
- 1886. Floristisk handbok, innefattande i Finland vildt växande samt förvildade och allmännare odlade fröväxter och högre sporväxter, för läroverken i Finland utarb (Manual de Florística, incluida la preparación de especies salvajes y plantas de semillas silvestres, para las escuelas secundarias en Finlandia). Ed. Edlund. 260 pp.
- 1912. Nye bidrag till den Nordfinska floran (Las nuevas contribuciones a la flora del Norte de Finlandia). Volumen 34, Nº 4 de Acta Societatis pro Fauna et Flora Fennica. 24 pp.

## Семья
- Отец — Магнус Вильгельм Бреннер (фин. Magnus Wilhelm Brenner 1804—1856)
- Мать — Мария Катерина Бреннер (Хэггстрём) (фин. Maria Catharina Brenner (Häggström) 1811—1855)
- Жена — Эмилия София Бреннер (Линдстрём) (фин. Emilia Sofia Brenner (Lindström) 1853—1915)

## Виды растений, названные в честь М. М. В. Бреннера
- Heliconia brenneri Abalo & G.Morales
- Lepanthes brenneri Luer
- Masdevallia brenneri Luer
- Platystele brenneri Luer
- Pleurothallis brenneri Luer [=Stelis brenneri (Luer) Karremans]
- Tillandsia brenneri Rauh
- Trichantha brenneri Wiehler [=Columnea brenneri (Wiehler) B.D.Morley]

…и другие